# Værk (fabrik)
 For alternative betydninger, se Værk. (Se også artikler, som begynder med Værk)
Ved et værk (fra tysk werck) forstås en virksomhed, hvor ild som regel indgår som en del af vareforædlingen. I denne betydning har benævnelsen været brugt om blandt andet glasværker, teglværker, krudtværker, hammerværker, kobberværker og valseværker.